# Par-delà le bien et le mal
Pour l’article homonyme, voir Par-delà le bien et le mal pour le film.
 (juin 2013).
Si vous disposez d'ouvrages ou d'articles de référence ou si vous connaissez des sites web de qualité traitant du thème abordé ici, merci de compléter l'article en donnant les références utiles à sa vérifiabilité et en les liant à la section « Notes et références ».
Par-delà le bien et le mal. Prélude d'une philosophie de l'avenir (Jenseits von Gut und Böse - Vorspiel einer Philosophie der Zukunft) est une œuvre du philosophe allemand Friedrich Nietzsche, publiée en 1886. 
Le livre paraît après Ainsi parla Zarathoustra et avant la Généalogie de la morale, « qui complète et éclaire » Par-delà le bien et le mal. Il comporte une préface, neuf parties et un postlude, Du haut des monts, qui est un poème. Les neuf parties sont composées de 296 aphorismes, une forme que Nietzsche privilégie habituellement. Le titre se place dans une perspective immoraliste de la morale et des préjugés moraux.

## Historique
Nietzsche écrivit Par delà le Bien et le Mal pendant l’été de 1885 à Sils-Maria et pendant l’hiver suivant à Nice : à la fin de 1886, l’ouvrage était terminé. L’épilogue Sur les hautes Montagnes a été composé, à l’exception des deux strophes finales, ajoutées seulement en 1885 ou 1886, en automne de l’année 1884. Ce poème devait primitivement prendre place, probablement sous le titre de Le Désir du Solitaire, dans un recueil de vers que l’auteur projetait alors.
La première édition de Par delà le Bien et le Mal fut imprimée de mai à juillet 1886 chez C. G. Naumann à Leipzig et mise en vente au mois d’août. Le même éditeur publia une deuxième édition en mai 1891, une troisième en juillet 1893, une quatrième en mai 1894.

## Traductions
- Par delà le bien et le mal, traduction par L. Weiscopf & G. Art, Mercure de France, 1898 ; texte sur Gallica.
- Par delà le bien et le mal, Prélude d’une philosophie de l’avenir, traduction par Henri Albert, Œuvres complètes de Frédéric Nietzsche, vol. 10, Mercure de France, 1913 ; texte de la dixième édition sur wikisource.
- Au-delà du bien et du mal, édition Bordas, collection "Les Grands Maîtres", traduction par André Meyer et René Guast, préface Daniel Halévy, illustration et annotation André Meyer, 1948.
- Par-delà le bien et le mal, traduction de Geneviève Bianquis, Aubier, 1951. (repris en 10/18 en 1968)
- Par-delà bien et mal, texte établi par Colli&Montinari, traduction de Cornélius Heim, Gallimard, 1971.
- Par-delà le bien et le mal, présentation et traduction d'Angèle Kremer-Marietti, Marabout 1975. (réédition L'Harmattan, collection « Commentaires philosophiques », 2006)
- Par-delà le bien et le mal, traduction par Henri Albert revue par Marc Sautet, Le Livre de Poche, 1991.
- Par-delà bien et mal, traduction inédite, présentation, notes, bibliographie et index par Patrick Wotling, Garnier-Flammarion, 2000.